# Lo Vialar de Tarn
Lo Vialar de Tarn (en francès Viala-du-Tarn) és un municipi francès situat al departament de l'Avairon i a la regió d'Occitània.

## Demografia
| 1962                                       | 1968 | 1975 | 1982 | 1990 | 1999 | 2006 |
| ------------------------------------------ | ---- | ---- | ---- | ---- | ---- | ---- |
| 516                                        | 671  | 581  | 539  | 533  | 525  | 538  |
| Des de 1962: població sense dobles comptes |      |      |      |      |      |      |

## Administració
| Període   | Identitat           | Partit        |
| --------- | ------------------- | ------------- |
| 1989-2008 | Jean-Claude Gineste | Divers gauche |
| 2008-     | Bertrand Guet       |               |